# Gheorghe Ghețău
Gheorghe Ghețău (n. 12 februarie 1945) este un fost  deputat român în legislatura 1990-1992 începând de la data de 23 martie 1992, când l-a înlocuit pe deputatul Bujor-Bogdan Teodoriu. Gheorghe Ghețău a fost ales în județul Suceava pe listele partidului FSN.